# 1480
- Wikisource

| Calendário gregoriano                                                        | 1480 MCDLXXX                                           |
| Ab urbe condita                                                              | 2233                                                   |
| Calendário arménio                                                           | 929 – 930                                              |
| Calendário bahá'í                                                            | -364 – -363                                            |
| Calendário budista                                                           | 2024                                                   |
| Calendário chinês                                                            | 4176 – 4177 Início a 11 de fevereiro (aproximadamente) |
| Calendário copta                                                             | 1196 – 1197                                            |
| Calendário etíope                                                            | 1472 – 1473                                            |
| Calendários hindus - Vikram Samvat - Calendário nacional indiano - Cáli Iuga | 1535 – 1536 1401 – 1402 4580 – 4581                    |
| Calendário Holoceno                                                          | 11480                                                  |
| Calendário islâmico                                                          | 885 – 886                                              |
| Calendário judaico                                                           | 5240 – 5241                                            |
| Calendário persa                                                             | 858 – 859                                              |
| Calendário rúnico                                                            | 1730                                                   |
| Calendário solar tailandês                                                   | 2023                                                   |

1480 (MCDLXXX, na numeração romana) foi um ano bissexto do século XV do Calendário Juliano, da Era de Cristo, e as suas letras dominicais foram  B e A (52 semanas), teve início a um sábado e terminou a um domingo.
| Ano completo                      |
| --------------------------------- |
| Ano bissexto com início ao sábado |

## Eventos
- 6 de Março - Ratificado o Tratado de paz de Alcáçovas em Toledo pelos espanhóis Reis Católicos. Onde D. Afonso V e D. João II do Reino de Portugal aceitam a partilha das terras do Atlântico pelo paralelo das Canárias e abandonam definitivamente qualquer pretensão sobre aquele arquipélago.
- Agosto - Angra já era vila nesta data segundo a documentação referida por Frei Diogo das Chagas.
- 8 de Setembro - Ratificação portuguesa do Tratado de Alcáçovas.
- Os referidos Reis Católicos fundam a Inquisição.
- Ivan III torna-se Czar da Rússia, libertando-a de 240 anos de jugo tártaro-mongol, vencendo-os na Batalha do rio Ugra.
- Leonardo da Vinci inventa o para-quedas.
- Referência às terras da Fajã da Ovelha, pertencentes a Gonçalo Ferreira de Carvalho que foi casado com Branca Afonso.
- Celebração da escritura de venda das terras do Curral das Freiras, propriedade de Rui Teixeira, a João Gonçalves da Câmara.
- Calheta - Lombo do Doutor recordado pelo valenciano Pedro de Berenguer que veio para a Madeira.
- Elevação da localidade da Praia a Vila, ainda no tempo de Álvaro Martins Homem.
- Entre esta data e 1490 (a data certa é desconhecida) foi fundado a povoação do Topo, ilha de São Jorge.
- Fundação do Mosteiro da Nossa Senhora da Luz, da Praia pela mão de Catarina de Ornelas, filha de Diogo de Teive Ferreira. Foi padroeiro o 2.º capitão da Praia, Antão Martins Homem, encartado no cargo em 26 de Março de 1483.
- Fundação de uma ermida que daria lugar, em 1910, à actual Igreja de São Roque (Altares), Angra do Heroísmo. [1]

## Nascimentos
- 3 de Fevereiro - Fernão de Magalhães, explorador português (m. 1521).
- Lucrezia Borgia, filha ilegítima de Rodrigo Bórgia, mais tarde eleito Papa Alexandre VI (m. 1519).
- Damião de Odemira, jogador de Xadrez português (m. 1544).
- Pier Gerlofs Donia - pirata e combatente da liberdade frísio (m. 1520).
- Pero Anes do Canto m. 1556 exerceu os cargos de Provedor das Fortificações Ilha Terceira e Provedoria das Armadas.